# Дорогичівка (гміна)
Гміна Дорогичівка  (пол. Gmina Drohiczówka)— колишня сільська гміна у Заліщицькому повіті Тернопільського воєводства Другої Речі Посполитої. Адміністративним центром гміни було село Дорогичівка.
Гміна утворена 1 серпня 1934 року на підставі нового закону про самоуправління (23 березня 1933 року).
Площа гміни — 69,38 км²
Кількість житлових будинків — 1342
Кількість мешканців — 6639
Гміну створено на основі давніших гмін: Дорогичівка, Хмелева, Садки, Свершківці, Шутроминці, Литячі (пол. Latacz).